# Dereüstü, İpekyolu
Dereüstü là một xã thuộc huyện İpekyolu, tỉnh Van, Thổ Nhĩ Kỳ. Dân số thời điểm năm 2011 là 340 người.